# 한국도핑방지위원회
한국도핑방지위원회(韓國-防止委員會, Korea Anti-Doping Agency, KADA)는 약물로부터 선수를 보호하고, 공정한 스포츠환경을 조성하며, 국내 체육단체는 물론 세계도핑방지기구(WADA) 및 스포츠 단체와의 도핑방지를 위한 협력 등 스포츠발전에 기여하기 위하여 2007년 6월 22일 설립된 문화체육관광부 소관의 특수법인이다. 대한민국의 스포츠분야 도핑관리 전담기구이다. 

## 담기설립 근거
- 국민체육진흥법 제35조[1]

## 주요 업무
- 도핑방지를 위한 교육, 홍보, 정보수집 및 연구
- 도핑검사계획의 수립 및 집행
- 도핑검사 결과의 관리 및 그 결과에 따른 제재
- 도핑방지를 위한 국내.외 교류 및 협력
- 치료목적을 위한 예외적 약물 및 방법의 사용 허용기준의 수립 및 시행
- 그 밖에 도핑 방지를 위하여 필요한 사업

## 역사
한국도핑방지위원회는 2006년 11월 2일 서울 프레스센터 19층 프레스클럽에서 발기인 대회와 창립이사회를 열고 발족했다. 의·약학계, 법조계, 체육계 등 각계 인사 10여 명으로 구성된 창립이사회는 창립 경과보고, 정관 등 주요 안건을 심의하고 의결했으며 도핑방지위원장으로 김건열 아시아올림픽평의회 의무분과위원을 선임했다. 위원장을 포함한 위원 7명과 감사 1명, 사무총장이 선임됐고, 사무국이 설치됐다. 한국도핑방지원회의 설립 근거인 국민체육진흥법 개정안은 2006년 12월 22일 국회를 통과했으며 2007년 6월 22일에는 특수법인으로 설립됐다. 2018년 9월 서울특별시 강동구 강동대로 143-64 범무빌딩으로 이전했다.

## 조직

### 위원장
- 2특별위원회(제재위원회, 치료목적사용면책위원회)
- 2자문위원회(선수위원회, 조사위원회)

#### 사무총장
- 홍보실

##### 경영본부장
- 기획조정부
- 운영지원부
- 국제협력부

사업본부장
- 교육진흥부
- 도핑검사부

- 과학연구부
- 법제조사부